# Episodi di True Blood (prima stagione)
La prima stagione della serie televisiva True Blood, composta da 12 episodi, è stata trasmessa sul canale statunitense HBO dal 7 settembre al 23 novembre 2008.
In Italia, la stagione è andata in onda in prima visione sul canale satellitare Fox dal 27 aprile al 13 luglio 2009. In chiaro, la stagione è stata trasmessa su MTV dal 24 settembre al 10 dicembre 2010.
Durante questa stagione escono dal cast principale Michael Raymond-James, Lynn Collins, Lois Smith, Adina Porter, Lizzy Caplan e Stephen Root. Mehcad Brooks, Michelle Forbes, Todd Lowe, Michael McMillian, Deborah Ann Woll, Mariana Klaveno, Kristin Bauer van Straten, Jessica Tuck e Tara Buck compaiono come guest star.
| nº | Titolo originale           | Titolo italiano           | Prima TV USA      | Prima TV Italia |
| -- | -------------------------- | ------------------------- | ----------------- | --------------- |
| 1  | Strange Love               | Uno strano incontro       | 7 settembre 2008  | 27 aprile 2009  |
| 2  | The First Taste            | Il primo assaggio         | 14 settembre 2008 | 4 maggio 2009   |
| 3  | Mine                       | Mia!                      | 21 settembre 2008 | 11 maggio 2009  |
| 4  | Escape from Dragon House   | Fuga dalla tana del drago | 28 settembre 2008 | 18 maggio 2009  |
| 5  | Sparks Fly Out             | Fulmini a ciel sereno     | 5 ottobre 2008    | 25 maggio 2009  |
| 6  | Cold Ground                | Freddo addio              | 12 ottobre 2008   | 1º giugno 2009  |
| 7  | Burning House of Love      | Caccia ai vampiri         | 19 ottobre 2008   | 8 giugno 2009   |
| 8  | The Fourth Man in the Fire | Il superstite             | 26 ottobre 2008   | 15 giugno 2009  |
| 9  | Plaisir D'Amour            | Il prezzo del sangue      | 2 novembre 2008   | 22 giugno 2009  |
| 10 | I Don't Wanna Know         | Il processo               | 9 novembre 2008   | 29 giugno 2009  |
| 11 | To Love is to Bury         | Il cerchio si stringe     | 16 novembre 2008  | 6 luglio 2009   |
| 12 | You'll Be the Death of Me  | Oltre la morte            | 23 novembre 2008  | 13 luglio 2009  |

## Uno strano incontro
- Titolo originale: Strange Love
- Diretto da: Alan Ball
- Scritto da: Alan Ball

### Trama
Ormai sono due anni che i vampiri vivono liberamente la propria condizione grazie all'invenzione del "True Blood", un sangue artificiale che consente loro di nutrirsi senza dover uccidere esseri umani. A Bon Temps, una piccola cittadina della Louisiana, vive Sookie Stackhouse assieme alla nonna e al fratello Jason. Sookie lavora come cameriera al Merlotte's ed ha la straordinaria capacità di sentire i pensieri dei clienti grazie al dono della telepatia. La sua vita cambia quando nel locale in cui lavora entra il vampiro centenario Bill Compton, da cui rimane subito affascinata, non riuscendone a sentire i pensieri. Nel frattempo la sua migliore amica Tara, che si è appena licenziata, viene assunta al Merlotte's da Sam, mentre il fratello di Sookie viene arrestato poiché sospettato dell'omicidio di Maudette Pickens, con la quale aveva passato una notte di sesso. Sookie riesce a salvare la vita di Bill, vittima di due delinquenti che vogliono rubare il suo prezioso sangue per rivenderlo. Il sangue dei vampiri infatti, se bevuto dagli umani, dona loro la straordinaria capacità di amplificare i sensi ed aumentare la libido. Il vampiro è riconoscente alla ragazza, tanto da darle appuntamento dopo il lavoro, ma ad aspettarla fuori dal locale non c'è Bill, bensì i due delinquenti, i quali aggrediscono Sookie picchiandola ferocemente.
- Guest star: Josh Kelly (Ragazzo), Danielle Sapia (Maudette Pickens), Jessica Stroup (Kelly), Jessica Tuck (Nan Flanagan).
- Peculiarità: Michael Ruscio e Andy Keir hanno vinto un Eddie Award per il miglior montaggio.
- Varie: Tara legge il libro di Naomi Klein Shock economy, mentre la nonna di Sookie è intenta a leggere Last Scene Alive, uno dei primi romanzi di Charlaine Harris, facente parte della "Serie Aurora Teagarden". In un'intervista televisiva appare in cameo Bill Maher, che interpreta il giornalista che intervista la leader dell'American Vampire League. Maher lavora per la HBO come conduttore del talk show Real Time with Bill Maher.

## Il primo assaggio
- Titolo originale: The First Taste
- Diretto da: Scott Winant
- Scritto da: Alan Ball

### Trama
Sookie viene salvata dall'arrivo di Bill: sanguinante e ferita viene portata nel bosco dal vampiro che la guarisce facendole bere il suo sangue. Jason si trova nell'ufficio dello sceriffo, e dopo essere stato a lungo interrogato viene rilasciato dopo aver visto una registrazione che lo scagiona dall'omicidio di Maudette Pickens. Bill viene invitato a casa Stackhouse, dove viene accolto calorosamente da Sookie e nonna Adele, mentre trova l'ostilità di Tara ma soprattutto di Jason. Sookie e Bill in seguito passeggiano nei boschi, dove hanno modo di conoscersi meglio. Successivamente Sookie vuole rivedere nuovamente Bill, e per fargli una sorpresa si reca a casa del vampiro, ma ad accoglierla ci sono tre vampiri poco rassicuranti.
- Guest star: Zenali Turner (Sookie da bambina), Patricia Bethune (Jane Bodehouse), Danielle Sapia (Maudette Pickens), Andrew Rothenberg (Malcolm), Jenni Blong (Michelle Stackhouse), Labon Hester (Jason da bambino), Cedric Pendleton (Terrell).
- Varie: Il titolo originale dell'episodio è tratto dal brano di Fiona Apple First Taste, udibile mentre Jason e Bill discutono dei diritti dei vampiri. La scena in cui Jason copula con Dawn guardandosi allo specchio è una citazione cinematografica al film American Psycho. Nell'episodio, Tara legge una rivista di gossip in cui viene rivelato che Angelina Jolie ha adottato un bambino vampiro.

## Mia!
- Titolo originale: Mine
- Diretto da: John Dahl
- Scritto da: Alan Ball

### Trama
Sookie è circondata da Malcolm, Liam e Diane, i tre poco raccomandabili vampiri che abitano con Bill, che vogliono morderla per assaggiare il suo sangue. Bill li ferma asserendo che Sookie è sua. Nel frattempo Sam e Tara, l'uno per sfuggire alla propria solitudine l'altra per sfuggire alla madre alcolizzata, si consolano a vicenda avendo rapporti sessuali. Dopo essere rimasto legato al letto per quasi tutto il giorno, Jason decide di vendicarsi di Dawn fingendosi un maniaco e aggredendola. In seguito i due copulano, ma secondo Dawn Jason ha avuto prestazione carente, così i due litigano furiosamente e Jason viene cacciato dalla casa di lei. Jason si reca da Lafayette, il cugino di Tara, che lavora come spacciatore e può fornirgli quello che cerca, sangue di vampiro. Il sangue di vampiro può infatti aiutarlo a migliorare notevolmente le sue prestazioni sessuali, ma Lafayette pretende di essere ricompensato con un videotape di Jason che balla con solo gli slip. Mentre Jason sta ballando come richiesto da Lafayette, Tara li osserva stupita dalla porta lasciata semiaperta. Nel frattempo Sookie, avvertita da Sam, si reca a casa di Dawn per vedere come mai non si è presentata al lavoro, ma trova la ragazza morta nel suo letto.
- Guest star: Andrew Rothenberg (Malcolm), Aunjanue Ellis (Diane), Graham Shiels (Liam), Roberta Orlandi (Janella), Kelli Joan Maroney (Televangelista), David Ruprecht (Televangelista), John Prosky (Senatore), Nicholas Gonzalez (Jerry).
- Varie: La maschera che indossa Jason, mentre balla in mutande, raffigura Laura Bush. Durante l'episodio vengono citati due noti cacciatori di vampiri: Buffy Summers e Blade.

## Fuga dalla tana del drago
- Titolo originale: Escape from Dragon House
- Diretto da: Michael Lehmann
- Scritto da: Brian Buckner

### Trama
Subito dopo aver scoperto il corpo senza vita di Dawn, Sookie viene raggiunta da Jason. Jason viene subito sospettato dell'omicidio di Dawn e viene preso in custodia dal Detective Bellefleur e dallo sceriffo Bud. Per paura che gli venga scoperta la dose di sangue di vampiro che ha in tasca, Jason istintivamente la beve tutta non pensando alle conseguenze, che però non tardano ad arrivare. In preda ad una forte erezione, Jason viene scagionato da Tara, che mentendo fornire alla polizia un alibi per l'amico, dichiarando di aver passato la notte assieme a lui. In seguito Jason deve affrontare un grosso problema con il suo pene, che né Lafayette né Tara riescono a risolvere; l'unica soluzione è andare in ospedale e subire una dolorosa iniezione.
Nel frattempo Sookie, su consiglio della nonna, ascolta i pensieri delle persone per poter scagionare definitivamente Jason e trovare il vero colpevole dell'omicidio di Dawn. Accompagnata da Bill, Sookie si reca al Fangtasia, un locale di vampiri che frequentava anche Dawn. Lì Sookie incontra Eric Northman, un potente ed ultracentenario vampiro. Al ritorno dal Fangtasia, Sookie e Bill si appartano, ma quando stanno per baciarsi vengono fermati da un poliziotto. Bill è costretto ad usare i suoi poteri spaventando Sookie. Nel frattempo Sam si introduce furtivamente in casa di Dawn ed inizia ad annusare le sue coperte, manifestando uno strano comportamento.
- Guest star: Gary Kraus (Uomo sposato), Kristin Bauer (Pam), Raoul Trujillo (Longshadow), Dale Raoul (Maxine Foretnberry), John Billingsley (Mike Spencer), Scott Alan Smith (Dr. Offutt), David Pease (Agente di polizia), Melanie MacQueen (Faye Lebvre), Kevin McHale (Neil Jones), Avion Baker (Tara da giovane).
- Varie: Il nome del locale Fangtasia, è un gioco di parole tra "Fang", ovvero Zanna o Dente velenoso, e "fantasia". Dietro il bancone del Fangtasia è appeso un quadro che raffigura George W. Bush, in versione vampiro, mentre azzanna la Statua della Libertà. Nell'episodio Pam ed Eric per un breve attimo parlano in lingua svedese, anche se nel doppiaggio italiano viene detto essere cambogiano. La traduzione è: Vår lilla djurpark börjar växa till sig. (Il nostro piccolo zoo sta cominciando a crescere.); Jag vet. (Lo so.)

## Fulmini a ciel sereno
- Titolo originale: Sparks Fly Out
- Diretto da: Daniel Minahan
- Scritto da: Alexander Woo

### Trama
Dopo aver litigato con Bill, Sookie si ripromette di non rivederlo più, ma i due si ritrovano all'incontro per ricordare i caduti in guerra organizzato da Adele. Sookie viene accompagna da Sam. Durante l'incontro, Bill racconta agli abitanti di Bon Temps la sua esperienza di soldato nel 28º plotone fanteria della Louisiana, e quando il sindaco gli mostra una vecchia fotografia in cui sono ritratti una donna e due bambini, Bill si commuove piangendo lacrime di sangue, poiché vi riconosce la moglie e suoi figli. Nel frattempo Jason riesce a convincere Lafayette a fornirgli nuovamente sangue di vampiro. Sam e Sookie bevono un caffè insieme e successivamente si baciano, ma i due litigano quando Sam si rende conto che Sookie continua a pensare all'amato vampiro. Bill, di ritorno a casa, fa un tuffo nel passato ricordando il periodo in cui fu vampirizzato da una donna a cui aveva chiesto aiuto quando era in guerra, che abitava in una casa isolata nei boschi.
Sookie, rincasata dopo la serata con Sam, fa una tragica scoperta: sua nonna Adele giace a terra priva di vita in una pozza di sangue.
- Guest star: Mariana Klaveno (Lorena), Todd Lowe (Teddy Bellefleur), Dale Raoul (Maxine Fortenberry), William Schallert (Sindaco Norris), Danielle James (Randi Sue), Caleb Moody (Royce), Jeremy Denzlinger (Wayne), Kanin Howell (Chuck), Hans Howes (Membro dei DGD), Laurel Weber (Lisa Fowler), Caleb Steinmeyer (Tolliver Humphries), Alec Gray (Coby), Cody Christian (Ragazzo).

## Freddo addio
- Titolo originale: Cold Ground
- Diretto da: Nick Gomez
- Scritto da: Raelle Tucker

### Trama
Sookie è sconvolta per la tragica morte della nonna. A portarle conforto arrivano subito Bill e Sam, ma quest'ultimo minaccia il vampiro intimandogli di stare lontano da Sookie. Nel frattempo Jason si trova nudo nel letto della sua amante di turno, ignaro di quello che è accaduto alla nonna. Molti degli abitanti di Bon Temps si recano a casa Stackhouse per portare le loro condoglianze, ma Sookie sentendo i loro pensieri capisce che la ritengono responsabile dell'omicidio della nonna a causa della sua frequentazione con un vampiro. Jason viene avvisato da Hoyt e Rene di quello che è accaduto, così si precipita a casa, dove dopo averla schiaffeggiata, anch'egli accusa la sorella della morte della nonna. Il giorno del funerale di Adele inaspettatamente si presenta lo zio Bartlett, che da anni non aveva rapporti né con la sorella né con i nipoti. Mentre Sookie sta ricordando pubblicamente la nonna, ode i pensieri degli invitati alla funzione, che l'accusano nuovamente di avere responsabilità negli ultimi avvenimenti: dopo averli insultati fugge esasperata. Jason la raggiunge e cerca di riappacificarsi con la sorella senza successo: dopodiché, rimasto solo, Jason deve convivere con gli effetti collaterali del sangue di vampiro. Alla fine del funerale, Tara viene avvicinata dalla madre che cerca di appianare i loro dissapori, ma come al solito litigano ferocemente. Tara allora cerca conforto in Sam, anch'egli bisognoso di affetto. Dopo aver dato sfogo al suo dolore, Sookie attende il tramonto per riabbracciare Bill: corre nei boschi dirigendosi verso la casa del vampiro, che la sta aspettando. Sookie e Bill finalmente fanno l'amore, e la ragazza porge il collo al suo amato per fare in modo che possa bere il suo sangue.
- Guest star: Cheyenne Wilbru (Zio Bartlett), Stewart Skelton (Prete), Kevin McHale (Neil Jones), Linda Harmon (Cantante al funerale), Sally Stevens (Cantante), Todd Lowe (Terry Bellefluer), John Billingsley (Mike Spencer), William Schallert (Sindaco Norris), Danielle James (Randi Sue), Dale Raoul (Maxine Fortenberry).
- Varie: Sookie viene definita da Lafayette "morta nel mondo", che il titolo del quarto libro della serie Southern Vampire di Charlaine Harris. Nella scena in cui Bill trova la zanzariera tagliata, dove probabilmente è entrato l'assassino di Adele, fa un gesto con la mano, usato nelle ombre cinesi per ricreare il muso di un lupo. La torta che mangia Sookie è una pecan pie, tipico dolce della Louisiana.

## Caccia ai vampiri
- Titolo originale: Burning House of Love
- Diretto da: Marcos Siega
- Scritto da: Chris Offutt

### Trama
Dopo aver fatto l'amore, Sookie e Bill sono nudi nella vasca da bagno che si scambiano confidenze, ed in quel momento la ragazza trova il coraggio di raccontare il motivo del suo disprezzo per lo zio Bartlett: da piccola era stata vittima delle sue morbose attenzioni. Nel frattempo Jason, in preda all'astinenza, si reca da Lafayette in cerca di V ma viene cacciato in malo modo, così decide di recarsi al Fangtasia per procurarsi il sangue di vampiro. Dopo aver litigato con Sam, Tara torna a casa dalla madre trovandola in preda a deliri mistico-religiosi, in cui sostiene di essere impossessata da un demone. Tara cerca di farla ragionare dicendole che il suo vero demone è l'alcool e che la sua cura è andare all'Anonima Alcolisti. In preda alle pressanti richieste della madre, Tara decide di assecondarla e spende i suoi risparmi per sottoporla ad un esorcismo. La sacerdotessa che sembra aver scacciato il demone dal corpo della madre sostiene che anche nel corpo di Tara si cela un demone. Jason si trova al Fangtasia in cerca di V, ma prima che le sue richieste possano metterlo in pericolo viene salvato da Amy, una ragazza che dice di potergli dare il V. I due si recano a casa di Jason, dove dopo essersi conosciuti consumano il V sniffandolo e copulano in piena estasi. Al Merlotte's, Sam e i clienti scoprono dai segni dei denti sul collo che Sookie ha avuto un rapporto sessuale con il vampiro Bill, e la ragazza può sentire i pensieri di disappunto dei presenti. Nel frattempo Bill si è recato a casa dello zio Bartlett per vendicare Sookie: lo uccide e getta il corpo nella palude. Nello stesso momento al Merlotte si vivono momenti di tensione a causa dell'arrivo di Diane, Liam e Malcom, i tre malvagi vampiri, ma grazie al tempestivo arrivo di Bill le cose sembrano tranquillizzarsi. Le tensioni tra umani e vampiri sono palpabili, e tre clienti del Merlotte decidono di vendicarsi dando fuoco alla casa dei vampiri. Il giorno seguente Sookie si reca alla casa distrutta dalle fiamme, dove vede che vengono estratti quattro corpi, uno dei quali potrebbe essere quello di Bill.
- Guest star: Aisha Hinds (Miss Jeanette), Kristin Bauer (Pam), Todd Lowe (Terry Bellefleur), Raoul Trujillo (Longshadow), Danielle James (Randi Sue), Andrew Rothenberg (Malcolm), Aunjanue Ellis (Diane), Graham Shiels (Liam), Rod Britt (Bank Manager), Caleb Moody (Royce), Jeremy Denzlinger (Wayne), Kanin Howell (Chuck), Cheyenne Wilbur (Zio Bartlett).
- Varie: Alla fine dell'episodio, su una delle bare si può leggere la frase del filosofo Nietzsche: Gott ist tot (Dio è morto).

## Il superstite
- Titolo originale: The Fourth Man in the Fire
- Diretto da: Michael Lehmann
- Scritto da: Alexander Woo

### Trama
Sookie deve affrontare la possibilità che Bill sia morto nell'incendio, e visibilmente scossa litiga furiosamente con l'amica Tara, che era andata a trovarla per raccontarle le ultime e positive notizie sulla madre. Sookie, credendolo morto, si reca sulla tomba di Bill ma improvvisamente viene afferrata da una mano uscita dal terreno: è Bill che, avvisato dai messaggi di Sookie, si era nascosto sotto terra. I due copulano in modo selvaggio. Nel frattempo Jason ed Amy approfondiscono il loro rapporto, tanto che la ragazza riesce a farsi assumere come cameriera al Merlotte's. Ritrovata la serenità, Sookie e Bill fanno da baby sitter ai figli di Arlene, impegnata con il fidanzato René, il quale durante la serata le chiede di sposarlo. Tara dopo aver litigato con Sookie e aver avuto un rapporto sessuale con Sam, litiga anche con quest'ultimo. Esasperata, la ragazza inizia a meditare di sottoporsi lei stessa ad un esorcismo, così si reca nel bosco dalla donna che ha liberato la madre dal demone.
Amy, in astinenza da V, inizia a manifestare un atteggiamento diverso e con la complicità di Jason decide di procurarsi il sangue di vampiro in modo poco lecito. I due seguono Lafayette mentre si reca dal suo cliente vampiro, che in cambio di prestazioni sessuali gli fornisce il suo sangue. Una volta che Lafayette lascia la casa del suo cliente, Amy e Jason rapiscono il vampiro. Nel frattempo, Eric chiede un favore a Bill: Sookie dovrà aiutarlo utilizzando la sua telepatia, cercando di scoprire chi sta costantemente rubando gli incassi del Fangtasia. La ragazza leggendo nella mente della gente scopre che si tratta di un vampiro, ovvero Longshadow, il barman del locale, che una volta smascherato aggredisce Sookie.
- Guest star: Aisha Hinds (Miss Jeanette), Kristin Bauer (Pam), Todd Lowe (Terry Bellefleur), John Billingsley (Mike Spencer), Raoul Trujillo (Longshadow), Michael McMillian (Rev. Steve Newlin), Tara Buck (Ginger), Mike McCafferty (Bruce), Elayn J. Taylor (Mable), Alec Gray (Coby Fowler), Laurel Weber (Lisa Fowler).
- Varie: Il titolo originale prende ispirazione dal titolo della canzone di Johnny Cash The Fouth Man. Mentre Lafayette prende il sangue dal suo cliente vampiro si sente la canzone delle Bangles Eternal Flame.

## Il prezzo del sangue

Una scena dell'episodio.

- Titolo originale: Plaisir d'Amour
- Diretto da: Anthony Hemingway
- Scritto da: Brian Buckner

### Trama
Sookie è nelle grinfie di Longshadow quando Bill lo uccide infilzandolo con un bastone, infrangendo così il tabù per cui un vampiro non può uccidere un altro vampiro. Prima di riaccompagnare a casa Sookie, Bill viene avvisato da Eric che il suo gesto avrà delle conseguenze. Tornati a casa, Sookie, già provata per gli avvenimenti della serata, trova il suo gatto decapitato e chiede a Bill di starle vicina durante la notte. Nel frattempo Jason ed Amy hanno rapito il vampiro Eddie per poter prelevare e bere il suo sangue; i due ragazzi ignorando le suppliche del vampiro lo tengono legato in cantina. Tara si trova a colloquio con la donna che ha esorcizzato sua madre e si fa convincere che anche la sua anima può essere liberata dal demone che la infesta, ma servono oltre 700 dollari, cifra che lei non possiede. Jason ed Amy fanno l'amore sotto l'effetto del V e si dichiarano amore reciproco. Successivamente quando il ragazzo è lucido viene messo in guardia da Eddie nei confronti di Amy, che il vampiro definisce una psicopatica.
Eric e la sua assistente Pam devono portare Bill al cospetto del Magister, ma prima Compton vuole andare a salutare Sookie ed avvisarla che sta lasciando la città, e si reca al Merlotte's dove chiede a Sam di proteggerla durante la sua assenza. Durante la serata Sam consegna a Tara la cifra necessaria al suo esorcismo. Terminato il turno di lavoro, Sookie decide di trascorrere la notte nella casa di Bill, e lascia il Merlotte's da sola. Quando Sam lo viene a sapere, cerca di correre da lei il prima possibile, ma viene fermato dal Detective Bellefleur che vuole fargli alcune domande. Sam quindi torna nel locale con una scusa, e la scena successiva mostra il detective che attende Sam e vede un cane correre fuori dal locale.
Fuori dalla casa di Bill, Sookie viene raggiunta da quello stesso cane, che sembra volerle fare compagnia, così la ragazza se lo porta in casa facendolo dormire sul letto. Durante la notte Sookie si sveglia improvvisamente e trova Sam nudo al posto del cane.
- Guest star: Aisha Hinds (Miss Jeanette), Kristin Bauer (Pam), Raoul Trujillo (Longshadow), Jessica Tuck (Nan Flanagan), Patrick Gallagher (Chow), John Billingsley (Mike Spencer), Tara Buck (Ginger), Kanin Howell (Chuck), Caleb Moody (Royce), Jeremy Denzlinger (Wayne).
- Peculiarità: Nel romanzo Finché non cala il buio non è Bill ad uccidere Longshadow, ma Eric.
- Varie: All'interno dell'episodio vi sono due citazioni cinematografiche, all'inizio quando Sookie viene completamente ricoperta del sangue di Longshadow ricorda la famosa scena di Carrie, lo sguardo di Satana, mentre quando Amy e Jason fanno l'amore sotto l'effetto del V è un omaggio ad una delle sentenze oniriche di Across the Universe.

## Il processo
- Titolo originale: I Don't Wanna Know
- Diretto da: Scott Winant
- Scritto da: Chris Offutt

### Trama
Sookie è terrorizzata quando trova Sam nudo nel suo letto, e spaventata corre in bagno credendo che il suo capo possa essere il killer che da tempo ha gettato nel terrore Bon Temps; a questo punto Sam mostra a Sookie la sua capacità ci trasformarsi proprio in quel cane. Successivamente l'uomo racconta il suo segreto a Sookie, rivelandole di essere un mutaforma: è cioè in grado di assumere le sembianze di diversi animali solo osservandoli. Secondo Sam il fatto di essere un mutaforma ha origini genetiche ma essendo stato adottato non conosce le reali origini della sua famiglia; inoltre Sam informa la ragazza che il mondo, oltre ad essere popolato dai vampiri, è abitato anche da licantropi ed altre misteriose creature. Dopo le spiegazioni di Sam, Sookie si arrabbia con lui per averle nascosto un segreto così grande. Nel frattempo Tara è in compagnia di Miss Jeanette pronta a sottoporsi all'esorcismo, e dopo aver bevuto una misteriosa sostanza, Tara vede uno spirito che raffigura sé stessa da bambina. Jeanette le dice che in questo modo lo spirito sta cercando di salvarsi, così Tara lo accoltella, ponendo fine con successo al rito. La ragazza torna a casa raggiante per informare la madre. Madre e figlia escono per festeggiare, ma la felicità della ragazza dura poco quando scopre che in realtà Miss Jeanette lavora in una farmacia e cerca di sbarcare il lunario inscenando falsi riti ed esorcismi.
Amy e Jason hanno opinioni discordanti su cosa fare di Eddie: lui vorrebbe liberalo mentre lei vorrebbe continuare a tenerlo segregato, ma più tardi la ragazza si ammorbidisce e cerca di convincere il fidanzato a far vivere Eddie con loro, così da rifornirli costantemente di sangue. Nel frattempo Lafayette scopre che Eddie, il suo fornitore di V, è scomparso e capisce che Jason è coinvolto. Alla festa per il fidanzamento di Arlene e René, Lafayette aggredisce Jason intimandogli di non fare stupidaggini perché il suo comportamento può creargli seri problemi con i vampiri. Jason tornato a casa decide di liberare Eddie contro il parere di Amy, che, in preda a un raptus, uccide Eddie con un'asse di legno.
Dopo essersi presentata alla festa ubriaca e dopo aver litigato con Sam, Tara si allontana in auto dalla festa; ad un certo punto sulla strada vede una misteriosa donna con un maiale, e per evitarli, finisce fuori strada.
Sempre durante la festa, Sookie entra sola nel locale per prendere del ghiaccio ma all'improvviso va via la luce. Nel buio la ragazza viene aggredita da qualcuno che vuole ucciderla ma riesce a scappare dalle sue grinfie, trovando conforto tra le braccia di Sam.
Nel frattempo Bill si trova al cospetto del Magister, che dopo avergli risparmiato una condanna a 5 anni in una bara sigillata con chiodi d'argento per aver ucciso Longshadow, lo condanna a vampirizzare una spaventata ragazza di nome Jessica. Dopo non poche esitazioni, nonostante le suppliche della ragazza, Bill la morde sul collo.
- Guest star: Aisha Hinds (Miss Jeanette), Kristin Bauer (Pam), Željko Ivanek (Giudice), Patrick Gallagher (Chow), John Billingsley (Mike Spencer), Kanin Howell (Chuck), Caleb Moody (Royce), Jeremy Denzlinger (Wayne), Michelle Forbes (Donna tra gli alberi), Deborah Ann Woll (Jessica), Todd Lowe (Terry Bellefleur), Dale Raoul (Maxine Fortenberry), John Prosky (Duke Smith), Judy Prescott (Madre di Sam), Martin Spanjers (Sam da giovane), Avion Baker (Tara da giovane), Alec Gray (Coby Fowler), Laurel Weber (Lisa Fawler), Kimberly Atkinson (Luisa).
- Varie: Lafayette guarda in televisione il film in bianco e nero del 1952 Il bruto e la bella. La scena finale, quando Bill vampirizza Jessica, è un citazione ad un quadro di Ilya Repin intitolato Ivan il Terribile e suo figlio Ivan.

## Il cerchio si stringe
- Titolo originale: To Love Is to Bury
- Diretto da: Nancy Oliver
- Scritto da: Nancy Oliver

### Trama
Bill deve terminare la sentenza datagli dal Magister trascorrendo la notte sepolto sotto terra insieme a Jessica dopo averla morsa e averle fatto bere il suo sangue. Al risveglio di Jessica, Bill ha una inaspettata sorpresa. Della fragile e spaventata ragazza non vi è più traccia: si è tramutata in una petulante vampira desiderosa di trasgredire. Bill cerca invano di indottrinarla, spiegandole che per essere un vampiro bisogna seguire determinate regole. Nel frattempo Sookie, dopo l'aggressione al Merlotte's, viene ospitata da Sam e cerca di ricordare ciò che ha visto nei pensieri dell'ipotetico serial killer. Sookie ricorda il nome di una cameriera del Big Patty's Pie House, Cindy Marshall, così assieme a Sam si reca nel locale per avere informazioni sulla ragazza. Sookie e Sam scoprono che Cindy Marshall è stata uccisa e che il fratello di lei, Drew, è da tempo scomparso nel nulla, così decidono di recarsi al commissariato per avere informazioni su di lui. I due si ritrovano a fronteggiare l'ostilità dell'agente ma infine riescono a strappare la promessa che una foto di Drew Marshall verrà al più presto inviata al commissariato di Bon Temps.
Jason ed Amy, mentre stanno ripulendo il sangue di Eddie, litigano ed in un impeto di collera Jason rompe tutte le fiale di V, decidendo di smettere di prendere quella robaccia. Successivamente Jason si confida con i suoi amici, raccontando loro che Amy è dipendente dal V. Tornato a casa il ragazzo trova Amy pronta a riappacificarsi e chiede a Jason di prendere per un'ultima volta V assieme a lei. I due amanti sotto l'effetto onirico del V non si accorgono che un uomo si è introdotto in casa e con la cintura strangola mortalmente Amy. Al suo risveglio Jason trova Amy morta e chiama il 911; portato in commissariato viene duramente interrogato dal Detective Bellefleur, che non crede nella sua innocenza. Tara, che è stata portata in prigione per guida in stato di ebbrezza a seguito dell'incidente, chiama la madre per farsi venire a prendere, ma quando la donna si presenta qualche ora dopo in carcere, si rifiuta di aiutare la figlia, sostenendo che lei ha una pessima influenza sulla sua guarigione e che non pagherà la cauzione per il suo bene. Dopo aver cacciato la madre, una misteriosa donna di nome Maryann Forrester, che si presenta come un'assistente sociale, si offre di pagare la cauzione della ragazza e di ospitarla a casa sua; dopo un attimo di esitazione, Tara accetta l'aiuto della donna.
Dopo la giornata trascorsa assieme, Sookie e Sam ritrovano la complicità di un tempo e si baciano, ma la loro intimità viene bruscamente interrotta dall'arrivo di Bill, che in una scenata di gelosia ha una violenta lite con Sam. Esasperata Sookie toglie l'invito di entrare in casa propria al vampiro, che è quindi costretto ad andarsene dalla casa. Nel frattempo al commissariato di Bon Temps arriva la foto di Drew Marshall che altri non è che René, il fidanzato di Arlene, ma resterà ignorata sotto una pila di scartoffie a causa della distrazione della segretaria.
- Guest star: Kristin Bauer (Pam), John Billingsley (Mike Spencer), Kanin Howell (Chuck), Caleb Moody (Royce), Jeremy Denzlinger (Wayne), Michelle Forbes (Maryann Forrester), Deborah Ann Woll (Jessica), Todd Lowe (Terry Bellefleur), Tanya Wright (Kenya Jones), Stacie Rippy (Cindy Marshall).
- Peculiarità: L'episodio segna il debutto alla regia della sceneggiatrice Nancy Oliver, candidata all'Oscar per la miglior sceneggiatura del film Lars e una ragazza tutta sua.

## Oltre la morte
- Titolo originale: You'll Be the Death of Me
- Diretto da: Alan Ball
- Scritto da: Raelle Tucker

### Trama
Jason si trova in prigione accusato di essere un assassino. Riceve la visita di René e di Sookie che cercano invano di consolarlo. Tara accetta l'aiuto di Maryann ed inizia a vivere nella lussuosa casa di lei, dove incontra anche un ragazzo di nome Benedict "Egg" Talley. In prigione Jason riceve anche la visita di un membro della Compagnia del Sole, una chiesa anti-vampiri, che gli dice che anche se non può essere perdonato per aver ucciso quelle ragazze ha compiuto un gesto necessario per preservare la specie umana dal momento che tutte loro intrattenevano rapporti con vampiri. Nel frattempo Sookie, andata al lavoro, decide di tornare a casa perché ascoltando i pensieri dei clienti scopre che tutti sono convinti della colpevolezza del fratello e quindi preferisce allontanarsi dalla gente per rimanere da sola. La macchina non parte e René si offre di darle un passaggio. In realtà proprio René ha tagliato dei fili nel motore. Nel frattempo a casa i figli di Arlene stanno guardando una videocassetta in cui Maudette copula con un vampiro e quando la madre chiede loro dove hanno trovato questa e altre videocassette loro rivelano che si trovano in una cassetta degli attrezzi di René. A casa di Sookie, René, non riuscendo più a trattenere i pensieri, ricorda quando uccise Adele Stackhouse e la ragazza capisce che l'assassino è proprio lui. Al Merlotte's Sam, prendendo in mano il giubbotto arancione da lavoro che René ha dimenticato lì, riconosce l'odore che ha sentito a casa di Dawn e corre subito in soccorso di Sookie. Nello stesso momento la ragazza prima colpisce René alla testa con un fucile scarico e poi fugge nel bosco fino ad arrivare ad un cimitero poco distante dalla casa di Bill. Il vampiro che sta riposando appena percepisce la paura di Sookie, nonostante sia giorno, esce di casa per salvarla e la sua pelle inizia a bruciare. Al cimitero René cattura Sookie e definisce lei e le altre che ha ucciso "puttane dei vampiri". La prende a pugni, ma quando la sta strangolando arriva Sam in forma di cane e aggredisce l'uomo, che però con un sasso lo tramortisce e si avventa su di lui. Sookie si riprende e con una pala uccide René. Poco lontano vede Bill a terra la cui pelle è completamente bruciata e, per tentare di salvarlo, Sam lo seppellisce. Tornata a casa, Sookie riceve la visita di Tara, Lafayette, Arlene e Jason, ormai scarcerato. Poco dopo arriva Maryann per riaccompagnare Tara a casa; la donna parla con Sam e si capisce che i due si conoscono da tempo ma che non vanno molto d'accordo. La sera qualcuno aggredisce Lafayette fuori dal Merlotte's e qualche attimo dopo Bill, completamente guarito, arriva a casa di Sookie, così i due fanno pace. Due settimane dopo, tutti (ad eccezione di Jason, che si trova ad una messa della Compagnia del Sole, e Lafayette) sono al Merlotte's ed in televisione viene data la notizia che la legge sul matrimonio tra umani e vampiri è stata approvata. Si trova lì anche Andy Bellefleur che, disperato per aver fatto la figura dello stupido dicendo a tutti con certezza che l'assassino era Jason, si sta ubriacando. Quando egli esce dal locale per recarsi a casa, Sookie e Tara preoccupate lo seguono fino alla sua macchina; quando apre la portiera scoprono che al suo interno c'è un corpo senza vita.
- Guest star: Kristin Bauer (Pam), Michelle Forbes (Maryann Forrester), Deborah Ann Woll (Jessica), Todd Lowe (Terry Bellefleur), Mehcad Brooks (Eggs), Michael Bofshever (Orry Dawson), Danielle Sapia (Maudette Pickens), Michael McMillian (Rev. Steve Newlin), Adam Leadbeater (Karl), Tess Alexandra Parker (Rosie), Alec Gray (Coby Fowler), Lawrel Weber (Lisa Fowler), John Rezig (Kevin), Stacie Rippy (Cindy Marshall).
- Peculiarità: La trama dell'episodio, a parte vari cambiamenti, corrisponde al dodicesimo e ultimo capitolo del libro Finché non cala il buio (Dead Until Dark), mentre la parte finale corrisponde all'inizio del secondo libro della serie: Morti viventi a Dallas (Living Dead in Dallas).
- Varie: Sookie guarda in televisione il film del 1939 La piccola principessa, con Shirley Temple.